# Dorothée de Birkenfeld-Bischweiler
La comtesse Palatine Dorothée Catherine de Birkenfeld-Bischweiler (3 juillet 1634 à Bischweiler; 7 décembre 1715 à Neunkirchen) est une comtesse palatine de Deux-Ponts-Birkenfeld-Bischweiler par la naissance, et par mariage, comtesse de Nassau-Ottweiler.

## Biographie
Dorothée Catherine est la fille du comte palatin Christian Ier de Birkenfeld-Bischweiler (1598-1654) de son premier mariage avec Madeleine-Catherine de Palatinat-Deux-Ponts (1606-1648), fille du Comte Palatin Jean II de Deux-Ponts.
Elle épouse en 1649 à Bischweiler avec le comte Jean-Louis de Nassau-Ottweiler (1625-1690), le fondateur de la ligne de Nassau-Ottweiler.
Après la mort de son mari Dorothée Catherine vit au château de Neunkirchen près d'Ottweiler et est active dans des activités de charité. Elle prend en charge la construction et l'entretien d'un hôpital à Ottweiler, avec une contribution financière importante.

## Famille
De son mariage, Dorothée Catherine a les enfants suivants:
- Christian Louis (1650-1650)
- Frédéric-Louis de Nassau-Ottweiler (1651-1728), marié d'abord le 28 juillet 1680 à la comtesse Christiane d'Ahlefeld (1659-1695) puis en secondes noces, le 27 septembre 1697 à la comtesse Louise-Sophie de Hanau-Lichtenberg (1662-1751)
- Anne-Catherine de Nassau-Ottweiler (1653-1731) mariée en 1671 à Jean-Philippe II de Salm-Dhaun (1645-1693)
- Wolrad (1656-1705)
- Charles Siegfried (1659-1679)
- Louis (1661-1699), marié le 9 avril 1694 à la comtesse Louise Amélie de Horne (1665-1728)
- Louise (1662-1741)
- Maurice (1664-1666)